# Vicenç Barbé Lladós
Vicenç Barbé Lladós (Barcelona, 1916 - Montserrat, 26 de juliol de 1942) va ser un escalador català.
Durant els anys 1941 i 1942 obrí diverses vies d'escalada a Montserrat, com la anomeanda via Barbé a la paret del Gat del Pedraforca i les primeres escalades al Frare Petit i la Vella amb Jaume Vendrell, el 1941, i també a la Nina amb Maria Antònia Simó, Ernest Mallafré i Francesc Blasi, i a Sant Llorenç del Munt a la paret nord-oest del Gegant de les Fogaroses amb Jaume Vendrell, el 1942. Fou membre del Grup d'Alta Muntanya (GAM), secció del Club Muntanyenc Barcelonès. El 1941 fou membre fundador del Grup Especial d'Escalada (GEDE) del Club Excursionista de Gràcia, secció de la qual fou el segon president. Morí en un accident durant un intent d'escalada a la Caputxa, a Montserrat, on gairebé una vintena d'anys després, el 1961, fou inaugurat el Refugi Vicenç Barbé. A prop del refugi es troba l'agulla Barbé, de 1.047 metres, batejada amb el nom d'aquest escalador.